# Kopalnia Węgla Kamiennego Polska
Kopalnia Węgla Kamiennego Polska (pierwotnie do 1922 roku Deutschland, w latach 1922–1937 Niemcy) – kopalnia węgla kamiennego w Świętochłowicach, działająca w latach 1873–1972. 

## Historia
Kopalnia powstała 24 października 1873 przez połączenie pól górniczych: „Boheln”, „Gefall”, „Faustin”, „Hexenkessel”. Właścicielem był baron śląski Guido Henckel von Donnersmarck. Eksploatację kopalni rozpoczęto w 1872 wraz z następującymi kopalniami i polami górniczymi: „Fausta”, „Falvabahnhof”, „Ottilie”, „Guttmannsdorf”, „Heyduck”, „Kleinigkeit”, „Bohlen”, „Faustin”, „Gut Glück”, „Hugo” i „Kalina”. Do 1922 kopalnia nosiła nazwę „Deutschland”. Od 1922 do 1937 nazywała się „Niemcy”. 3 maja 1937 roku nadano nazwę „Polska” .
Po II wojnie światowej kopalnia należała do Chorzowskiego Zjednoczenia Przemysłu Węglowego. 1 stycznia 1972 roku została połączona z kopalnią Prezydent w Chorzowie pod nazwą „Polska”. W 1979 roku wydobycie roczne kopalni wynosiło 2 037 838 ton. Została włączona do kopalni „Polska-Wirek” jako ruch „Polska”. 2 grudnia 1996 roku zdecydowano o likwidacji tegoż ruchu, którą zakończono 30 listopada 2000 roku.
Zabytkowe wieże szybowe po kopalni zostały odrestaurowane a wieża szybu I została udostępniona do zwiedzania . Na terenie dawnego ruchu „Polska” powstała Komenda Miejska Policji.